# Educa Borràs
Educa Borràs S.A. és una empresa de joguines catalana, establerta a Sant Quirze del Vallès, al Vallès Occidental una de les empreses majors del sector a l'estat espanyol.
Educa Borràs es va formar el 2001 per la fusió de dues grans famílies tradicionals i la incorporació progressiva d'atrles marques: l'empresa Educa Sallent (fundada el 1967) i l'empresa Borràs Plana (fundada, al seu torn, el 1894). Elabora trencaclosques i jocs de taula. Disposa de les marques: Educa (trencaclosques i jocs educatius), Borràs (jocs de taula i de màgia) i TENTE (jocs de construcció).
Entre els seus productes més populars hi ha el kit de prestidigitació amateur Màgia Borràs. En 2017 va fabricar el puzle comercial més gran en una sola imatge, Around the world (2017), amb 42.000 peces i 7,49 metres de llarg per 1,57 metres d'alt.